# Creu de terme de Millàs
La Creu de terme de Millàs, o Creu de terme de Millars, és una creu de terme de Madremanya (Gironès) situada al poble de Millàs (o de Millars). Està declarada Bé Cultural d'Interès Local.
La creu marcava l'encreuament dels camins de Madremanya, Púbol, Monells i Sant Sadurní de l'Heura, a tocar de l'església i el castell de Millàs. Restaurada l’any 2014, l’actual creu és una còpia fidedigna de l'original, destruïda l’any 1936 i coneguda gràcies a fotografies antigues. Es tracta d’una creu de puntes estrellades, alçada sobre un fust vuitavat coronat per un capitell motllurat de línies senzilles, tot plegat damunt d’una base esglaonada formada per quatre graons de planta circular. Substituí la creu original una senzilla creu de ferro fins que l’any 1973, gràcies al patrocini de Carles de Gomar, propietari del castell, s'hi col·locà una elaborada creu de braços floronats, inspirada en la propera creu de terme de la Pera, que ostentava els escuts de Gomar i de Millàs.
Aquesta creu fou destruïda accidentalment per un vehicle l'any 2007. La seva restitució, el 2014, a banda de recuperar la imatge de la creu original, ha comportat un desplaçament del monument uns metres més al sud, en un indret protegit del trànsit rodat. L'emplaçament original de la creu, tanmateix, està remarcat amb una diferenciació en el paviment.